# Episodi di Grace Under Fire (prima stagione)
La prima stagione della serie televisiva Grace Under Fire è stata trasmessa in anteprima negli Stati Uniti d'America dalla ABC tra il 29 settembre 1993 e il 25 maggio 1994.
| nº | Titolo originale                          | Titolo italiano | Prima TV USA      | Prima TV Italia |
| -- | ----------------------------------------- | --------------- | ----------------- | --------------- |
| 1  | Pilot                                     |                 | 29 settembre 1993 |                 |
| 2  | Up on the Roof                            |                 | 6 ottobre 1993    |                 |
| 3  | Grace Undergraduate                       |                 | 13 ottobre 1993   |                 |
| 4  | The Good, the Bad and the Pharmacist      |                 | 20 ottobre 1993   |                 |
| 5  | Second Time Around                        |                 | 27 ottobre 1993   |                 |
| 6  | Sister, Sister                            |                 | 3 novembre 1993   |                 |
| 7  | A Picture's Worth... $9.95                |                 | 17 novembre 1993  |                 |
| 8  | Grace Under Oath                          |                 | 24 novembre 1993  |                 |
| 9  | Grace in the Middle                       |                 | 1º dicembre 1993  |                 |
| 10 | Say Goodnight, Gracie                     |                 | 8 dicembre 1993   |                 |
| 11 | Keeping Faith                             |                 | 15 dicembre 1993  |                 |
| 12 | With This Ring                            |                 | 5 gennaio 1994    |                 |
| 13 | Simply Grace                              |                 | 12 gennaio 1994   |                 |
| 14 | The Agony, the Ecstasy and Bill Mazeroski |                 | 26 gennaio 1994   |                 |
| 15 | When You Wish Upon a Star                 |                 | 2 febbraio 1994   |                 |
| 16 | Valentine's Day                           |                 | 9 febbraio 1994   |                 |
| 17 | Grace and Beauty                          |                 | 16 febbraio 1994  |                 |
| 18 | Tears of Joy                              |                 | 9 marzo 1994      |                 |
| 19 | It Happened One Week                      |                 | 16 marzo 1994     |                 |
| 20 | Things Left Undone                        |                 | 11 maggio 1994    |                 |
| 21 | See Quentin Run                           |                 | 18 maggio 1994    |                 |
| 22 | A Car and a Kiss                          |                 | 25 maggio 1994    |                 |